# الطريق الوطنية رقم 12 (تونس)
الطريق الوطنية رقم 12 أو ط و12 طريق رئيسية تونسية تصل بين مدينة سوسة والطريق الوطنية رقم 5 جنوب شرقي مدينة الكاف، وهي تمرّ بالمدن التالية على التوالي:
- سوسة،
- القيروان،
- الشبيكة،
- حفوز،
- كسرى،
- مكثر،
- السرس.